# Plasmaphérèse

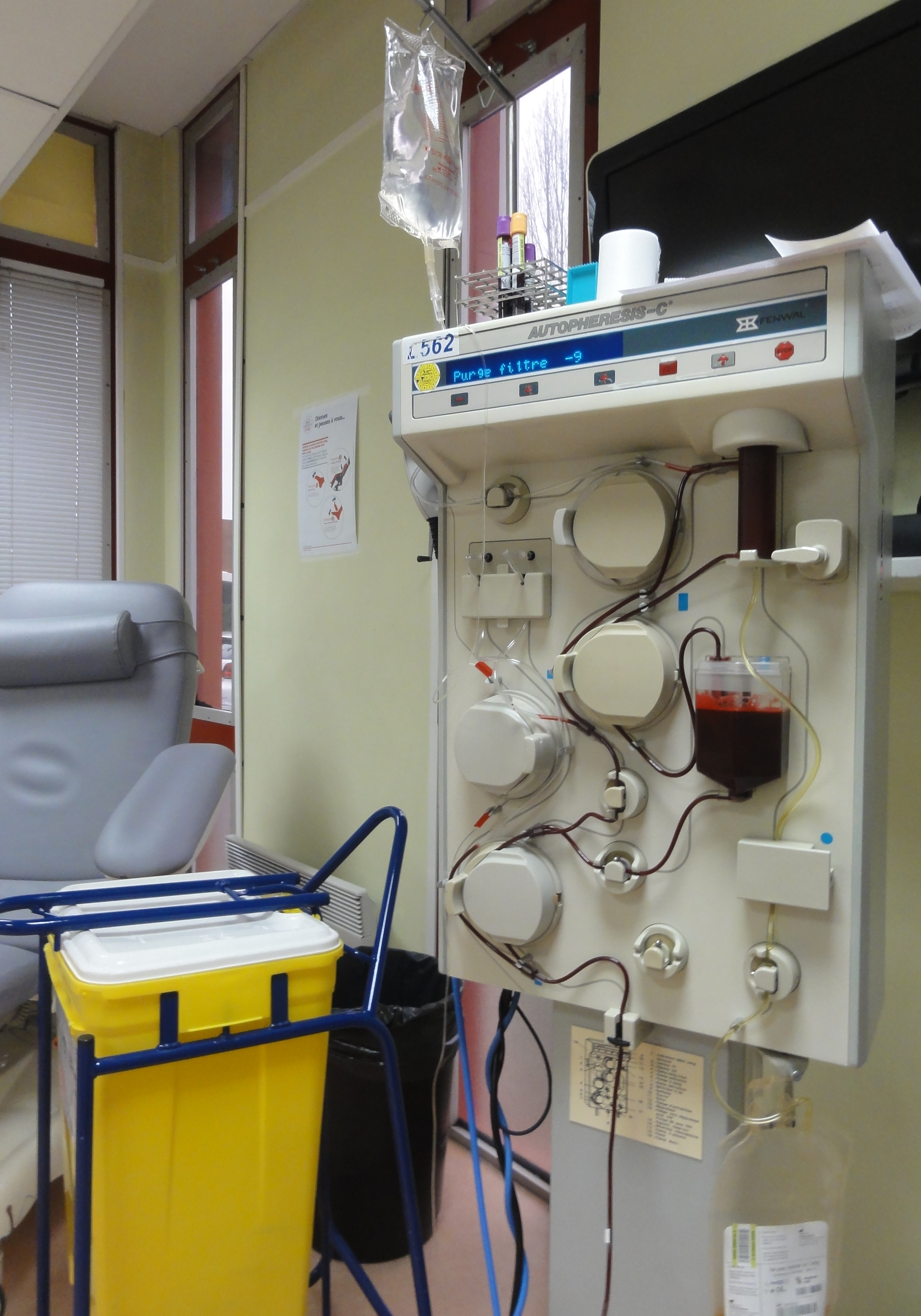
Machine pour plasmaphérèse, à Valenciennes, en France.

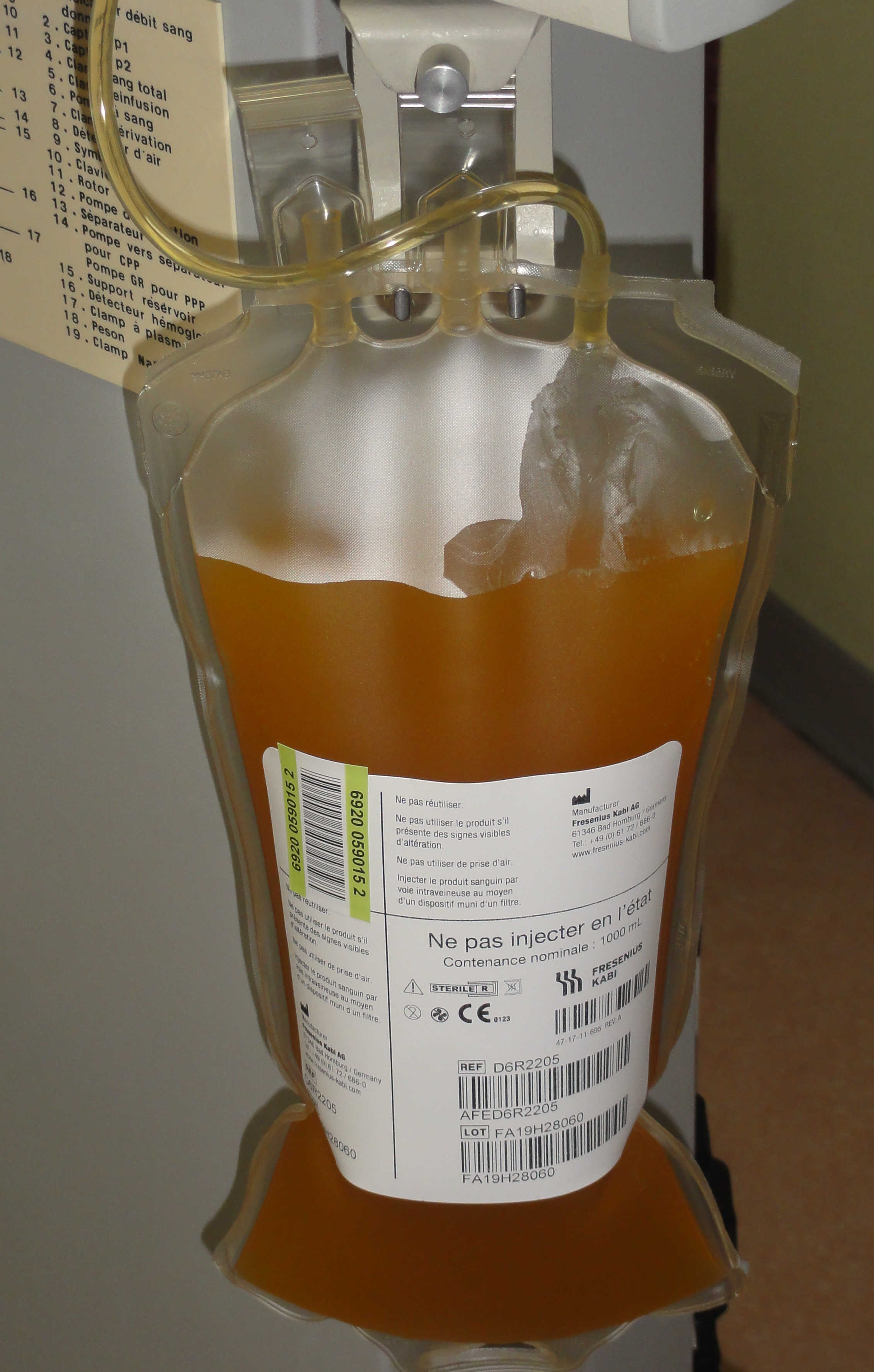
Poche de plasma de 875 ml obtenue après un don de, à Valenciennes.

La plasmaphérèse est le prélèvement du plasma sanguin. Le plasma prélevé chez le donneur de sang est utilisé pour le traitement de diverses maladies . Lors de la plasmaphérèse, le plasma est collecté dans une poche et les autres éléments sanguins, leucocytes (ou globules blancs), érythrocytes (ou globules rouges), thrombocytes (ou plaquettes) sont retournés au donneur. Les aphérèses chez le donneur de sang sont espacées d'au moins 15 jours, avec un maximum de 24 dons par an (y compris sang total et don de plaquettes).

## Déroulement du don
Le sang est prélevé dans une veine, le plasma est séparé des autres éléments sanguins par centrifugation au moyen d'une machine séparateur de sang et recueilli dans une poche de 700 mL environ (entre 450 et 750, selon le type de don, le sexe du donneur et le matériel utilisé).
Le don peut durer entre 35 minutes et 90 minutes, mais la plupart du temps 45 minutes environ. Cette durée dépend du volume à prélever, mais aussi de l'hématocrite du donneur (taux des globules rouges par rapport au volume sanguin total), les valeurs plus élevées entraînant des plasmaphérèses plus longues.
L'aphérèse peut se faire par flux continu ou discontinu. Lors du flux continu, le donneur est piqué aux deux bras, le sang est prélevé sur un bras, centrifugé et séparé en ses divers composants, le plasma est collecté dans la poche de recueil et les cellules sont retournées au donneur sur l'autre bras. Lors du flux discontinu, le donneur est piqué sur un seul bras, l'automate effectue plusieurs cycles de prélèvement. Chaque cycle comporte plusieurs phases : prélèvement et centrifugation du sang total, recueil de plasma dans la poche de collecte et retour des cellules sanguines au donneur sur le même bras.

### Don de Plasma en France
En France, le don de Plasma est sous la responsabilité de l'Établissement français du sang. Il se déroule généralement dans une Maison du Don.
Quelques conditions sont obligatoire pour pouvoir donner son plasma : être âgé de plus de 18ans, peser plus de 50kg (55kg pour le 1er don), ne pas avoir de problèmes cardiaques, problèmes de santé, ne pas avoir voyagé dans une zone limitante pour le don récemment (voir site de l'EFS)...
En France, la collecte de plasma commence par un questionnaire médical dans lequel le donneur précise son état de santé, les divers facteurs de risque comme les tatouages, l'usage de stupéfiants (usage récréatif ou dopant), les derniers voyages internationaux, et l'anamnèse sexuelle. Les réponses sont associées au sang donné, mais l'anonymat reste garanti. Pour plus d'informations, consulter le site de l'EFS. Toutes ces informations ont pour but de donner un plasma de qualité dans mettre en danger la santé du donneur.
Ce questionnaire sert de support au médecin de l'Établissement français du sang lors de l'entretient préalable au don. Lors de cet entretient, le medecin discute avec le donneur et évalue l'état de santé du candidat et son aptitude, ou non, par souci de sécurité tant pour lui que pour le receveur, à donner son plasma. 
Il est fortement conseillé de bien manger et de bien boire, ainsi que d'être en bonne forme avant de donner son plasma. De même, après avoir effectué son don, il est également conseillé de bien s'hydrater, de s'alimenter et de ne pas réaliser d'efforts physiques pendant 24 h. Ceci permet au donneur de bien récupérer. Une collation, la pause "A+" est obligatoire pendant 20 minutes après le don pour s'alimenter et se reposer sous la surveillance du personnel de l'EFS afin de prévenir un Malaise vagal.
Il est possible de donner son plasma toutes les deux semaines, soit un maximum de 24 fois par an. Le don de plasma est généralement moins fatiguant qu'un don de sang. 
Il n'est pas possible d'être rémunéré pour le don de Plasma en France. Le don est soumis aux règles éthiques.

## Utilisation du plasma
Le plasma prélevé chez les donneurs de sang peut être utilisé pour administration aux patients, soit sous forme de plasma soit après transformation en médicament dérivé du sang: facteurs et inhibiteurs de coagulation, immunoglobulines… En France, le monopole de cette opération est accordé au Laboratoire Français du Fractionnement et des Biotechnologies (LFB).

## Échange plasmatique
Lorsque le plasma est soustrait par aphérèse chez un patient, on parle d'échange plasmatique. Le plasma pathologique est remplacé (échangé) par un soluté de substitution, soit plasma issu de donneurs de sang, soit albumine (médicament dérivé du sang) seul ou associé à de l'eau physiologique ou des molécules telles que l'hydroxyéthylamidon (HEA).
L'échange plasmatique est pratiqué dans diverses pathologies telles que maladies auto-immunes (le plasma du malade contient des autoanticorps à l'origine de la maladie) ou les états d'hyperviscosité sanguine. Une autre application est la préparation du patient à la transplantation d'organes issus de donneurs vivants. Le problème le plus important rencontré lors de ces greffes étant l'incompatibilité entre le groupe sanguin du donneur et celui du receveur (un tiers des donneurs de reins potentiels sont « recalés » pour ces raisons), l'échange plasmatique permet de retirer le plasma du patient où se trouvent les anticorps agressifs envers le greffon et ouvre de nouvelles possibilités, notamment entre membres d'une même famille. Au Canada, une greffe cardiaque et une autre rénale ont été réalisées avec succès en 2011.

## Filtration du plasma
Une autre façon de traiter un plasma pathologique est de le filtrer. Au lieu de retirer le plasma et le remplacer, le plasma passe dans un filtre qui retient les éléments pathologiques. Une fois débarrassé des molécules indésirables, le propre plasma du patient lui est retourné.
La filtration du plasma est utilisée dans divers cas, maladies auto-immunes, hypercholestérolémies familiales,...

## Exemples de maladies qui peuvent être traitées par échange plasmatique ou filtration du plasma
- syndrome de Guillain-Barré
- syndrome de Goodpasture
- syndromes d'hyperviscosité :
  - cryoglobulinémie
  - myélome
  - maladie de Waldenström
- myasthénie (myasthenia gravis)
- microangiopathies thrombotiques :
  - purpura thrombotique thrombocytopénique (PTT)
  - syndrome hémolytique et urémique (SHU)
- hypercholestérolémie familiale résistante au traitement